# Ybycuí
Ybycui este un oraș din departamentul Paraguarí, Paraguay.